# Schutzpass
Schutzpass (schutzbrief, védlevél, menlevél). Magyarországon a semleges országok (elsősorban Svájc, Svédország és a Vatikán) budapesten maradt képviseletei által 1944 nyarától kezdve kiadott ideiglenes útlevél, amely azt  igazolta, hogy a személyhez az adott államnak különleges érdekei fűződnek; annak védelme alatt áll. Tízezres nagyságban adtak ki az üldözötteknek ilyen iratokat (németül: Schutzpass), leginkább zsidóknak, amelyek közül a legtöbbet 120.000 hamisított svájci Schutzpasst az Üvegházban hamisította a A Magyarországi Cionista Ifjúság Ellenállási Mozgalma 1944-ben.

## Létrejötte
Az életmentő dokumentumok iránti igény 1942-ben merült fel, amikor a zsidó menekültek érkeztek Csehszlovákiából és Lengyelországból. Különböző dokumentumokat, mint például születési anyakönyvi kivonatokat és személyazonossági okmányokat hamisítottak Budapesten különböző módokon. Az ifjúsági mozgalmak tökéletesítették a hamis dokumentumok gyártását és tagoknak való terjesztését, és amikor a németek átvették a hatalmat Magyarországon 1944. március 19-én, az okmányok készítésére szolgáló műhely készen állt a földalatti Cionista Ifjúsági Ellenállási Mozgalom (CIEM) számára. A műhelyt valódi gyártóüzemmé fejlesztették, amely képes volt előállítani szinte bármilyen hamisított dokumentumot, bárkinek, akinek szüksége volt rá. 
Ezek az okmányok megkönnyítették a CIEM (Cionista Ifjúsági Ellenállási Mozgalom) ügynökeinek „árjásítását”, és lehetővé tették számukra a küldetésük végrehajtását.
1944 folyamán a hamisított dokumentumok gyártása egyre fokozódott, és ezzel együtt a műhelyre és annak üzemeltetőire leselkedő veszély is, amint azt az iratok és a felállított műhely fontosságáról szóló oldalon leírtuk.
Az eredeti Schutzpassokat, a védőlevelek nagy részét, először Angelo Rotta pápai nuncius adta ki. 1944. október végén több mint 1600 budapesti zsidó szerzett salvadori iratot. Az év végére a „védett házakban” a semleges országok és a Nemzetközi Vöröskereszt védelmét élvező zsidók száma 33 000 főre nőtt. A nyilas hatóságok többek között 7800 svájci és 4500 svéd védlevél érvényességét ismerték el. A budapesti zsidómentő diplomaták és segítőik (Rotta, Lutz, Perlasca stb.) talán leghíresebb alakja Raoul Wallenberg svéd diplomata volt, akit a főváros elfoglalása után az oroszok elhurcoltak.